# Onthophagus reticollis
Onthophagus reticollis är en skalbaggsart som beskrevs av Macleay 1886. Onthophagus reticollis ingår i släktet Onthophagus och familjen bladhorningar. Inga underarter finns listade i Catalogue of Life.